# طابعة حرفية
الطابعة الحرفية (بالإنجليزية: character printer) هي آلة طابعة تقوم بطباعه الحروف حرف بعد حرف من بدايه السطر وحتى نهايته، وراس الطابعه printhead عباره عن اسطوانه مزوده بمجموعه من الحروف والعلامات والتي يمكن طباعتها ,وتدور الاسطوانة حول نفسها بسرعه عاليه، كما تتحرك إلى أعلى وإلى أسفل لتحديد موضع الحرف وعند وصول الحرف المراد طباعته تتحرك المطرقة فتدفع الاسطوانة باتجاه الورقة مما يسبب طباعة الحرف باستخدام شريط مشبع بالحبر بين رأس الطابعة والورقة.